# Адамчик, Вячеслав Владимирович
Вячесла́в Влади́мирович Ада́мчик (бел. Вячаслаў Уладзіміравіч Адамчык; 1 ноября 1933, Ворокомщина, Новогрудское воеводство — 5 августа 2001, Минск) — советский и белорусский писатель, переводчик, кинодраматург. Лауреат Литературной премии Союза писателей Белорусской ССР имени Ивана Мележа (1980). Лауреат Государственной премии Белорусской ССР имени Якуба Коласа (1988). Член Союза писателей СССР (1960).

## Биография
Родился в крестьянской семье в деревне Ворокомщина (ныне — в Дятловском районе Гродненская область, Беларусь).
Окончил 7-летнюю школу в Новоельне (Дятловский район) (1949). Работал грузчиком на железнодорожной станции Новоельня, одновременно учился в вечерней школе. В 1952—1957 годах учился на отделении журналистики филологического факультета Белорусского государственного университета.
Некоторое время проживал в Дзержинске (Койданово) Минской области, где у него родился сын Владимир (писатель Адам Глобус).
Работал в газетах «Знамя юности» (1957—1958), «За вяртанне на Радзіму» (1958—1960), являлся редактором Государственного издательства Белорусской ССР (1960—1962), редактором отдела публицистики литературного журнала «Полымя» (1962—1963).
Окончил Высшие литературные курсы при Союзе писателей СССР в Москве (1965).
Работал литературным сотрудником журнала «Нёман» (1965—1967), заместителем редактора журнала «Полымя» (1967—1969), редактором отдела прозы, заместителем главного редактора журнала «Маладосць» (1969—1977), главным редактором сценической мастерской при киностудии «Беларусьфильм» (1977—1980), заместителем главного редактора издательства «Мастацкая літаратура» (1980—1982). С 1982 года — главный редактор журнала «Бярозка».
Принимал участие в работе XXXVIII сессии Генеральной Ассамблеи ООН (1983).
Умер 5 августа 2001 года в Минске. Сыновья — Адам Глобус и Мирослав Адамчик, белорусские писатели..

## Творчество
Дебютировал в 1952 году как поэт. Первый рассказ опубликовал в 1957 году. Автор прозаической тетралогии-эпопеи из жизни западно-белорусской деревни ("Чужая вотчина, «Год нулевой», «И скажет тот, кто родится», «Голос крови брата твоего» (опубликован в журнале «Неман» за 1990. — № 5. — С. 28 — 109), книг рассказов, киносценариев.
Перевел на белорусский язык книгу болгарских народных сказок «Незвычайны асілак» (1961), отдельные произведения М. Пришвина, Ю. Казакова, С. Залыгина.

### Книги рассказов
- 1958 — «Свой человек» (бел. Свой чалавек)
- 1960 — «Млечный путь» (бел. Млечны шлях)
- 1965 — «Миг молнии» (бел. Міг бліскавіцы)
- 1972 — «Дикий голубь» (бел. Дзікі голуб)
- 1974 — «День ранней осени» (бел. Дзень ранняй восені) (книга избранных рассказов)
- 1990 — «Рояль с оторванной крышкой» (бел. Раяль з адламаным вечкам)

### Романы
- 1978 — «Чужая вотчина» (бел. Чужая бацькаўшчына)
экранизирован (1982—1983)
- 1983 — «Год нулевой» (бел. «Год нулявы»)
- 1987 — «И скажет тот, кто родится…» (бел. І скажа той, хто народзіцца…)
- 1990 — «Голос крови брата твоего» (бел. Голас крыві брата твайго)

### Сценарии и пьесы
Сценарии документальных фильмов:
- 1977 — «Иван Мележ» (бел. Іван Мележ)
- 1978 — «Валентин Тавлай» (бел. Валянцін Таўлай)
- 1981 — «Дядя Якуб» (бел. Дзядзька Якуб»)

1989 — пьеса «Раина Громыка» (бел. Раіса Грамычына)
экранизирована в 1991 году («Ятринская ведьма»)

### Издания Вячеслава Адамчика в переводе на русский язык
- Адамчик, В. В. Вспышка молнии : Рассказы / В. В. Адамчик; пер. с бел. — Москва : Советский писатель, 1970. — 288 с.
- Адамчик, В. В. Дикий голубь : Рассказы / В. В. Адамчик; пер. с бел. — Ашхабад : Туркменистан, 1980. — 114 с.
- Адамчик, В. В. Чужая вотчина : Роман / В. В. Адамчик; пер. с бел. — Москва : Советский писатель, 1980. — 334 с.
- Адамчик, В. В. Год нулевой : Роман / В. В. Адамчик ; Авт. пер. с бел. И. Киреенко. — Москва : Советский писатель, 1984. — 414 с.
- Адамчик, В. В. И скажет тот, кто родится : Роман / В. В. Адамчик ; Авт. пер. с бел. Т. Золотухиной. — Москва : Советский писатель, 1989. — 318 с.

## Награды
- Лауреат Литературной премии Союза писателей Белорусской ССР имени Ивана Мележа (1980) за роман «Чужая бацькаўшчына».
- Лауреат Государственной премии Белорусской ССР имени Якуба Коласа (1988) за книги «Чужая бацькаўшчына», «Год нулявы», «І скажа той, хто народзіцца…».

## Память

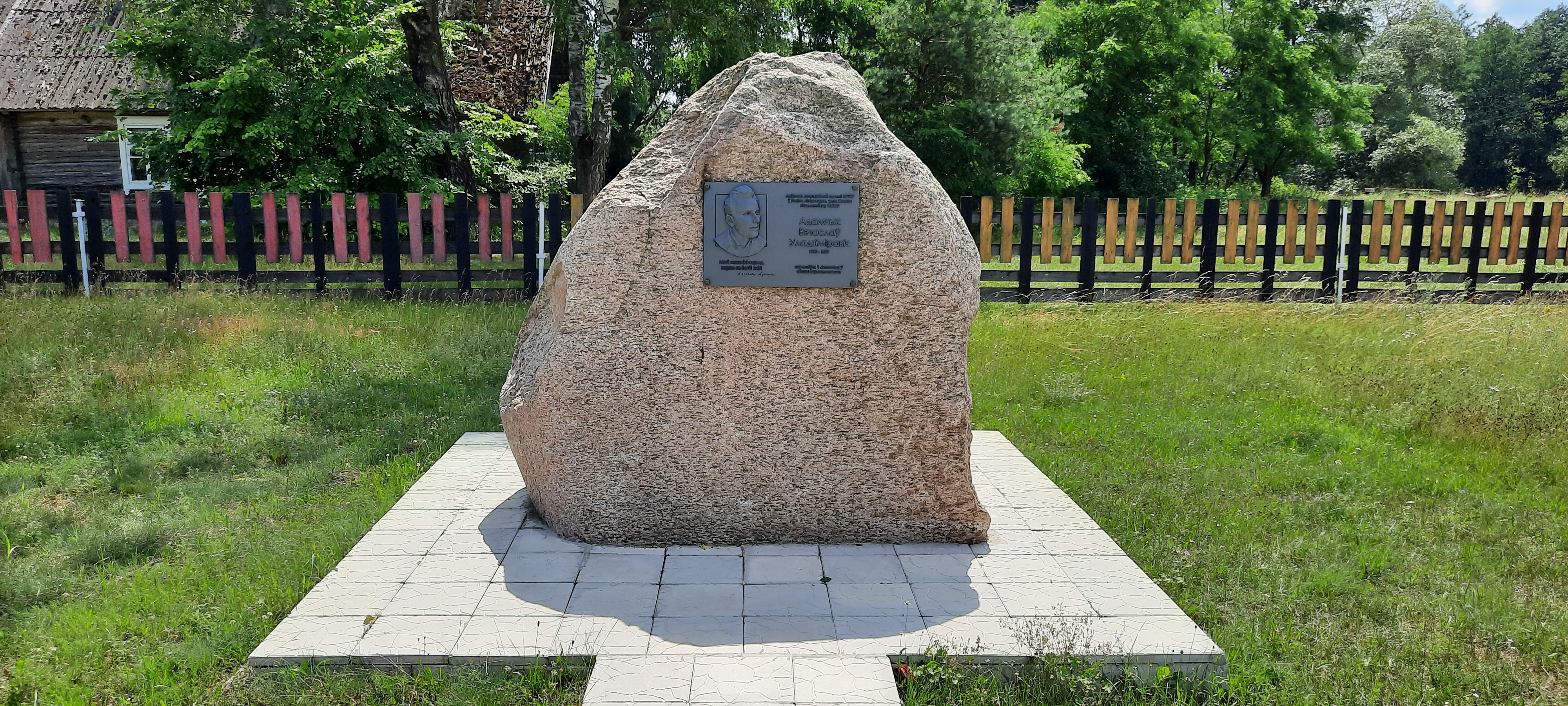
Памятный знак в честь В. Адамчика в Ворокомщине

В Ворокомщине Дятловского района Гродненской области Беларуси в честь В. Адамчика установлен памятный знак.